# Tropicalismo
Tropicalismo, även känt som Tropicália, är en brasiliansk konströrelse som fick fäste i slutet av 1960-talet, som bland annat består av musik, teaterkonst och poesi. Dock förknippas Tropicalismo nästan uteslutande med den musikaliska delen, både i Brasilien och internationellt, som uppstod av en sammanslagning av flera musikgenrer, såsom brasilianska och afrikanska rytmer och rock'n'roll.